# 岩国港

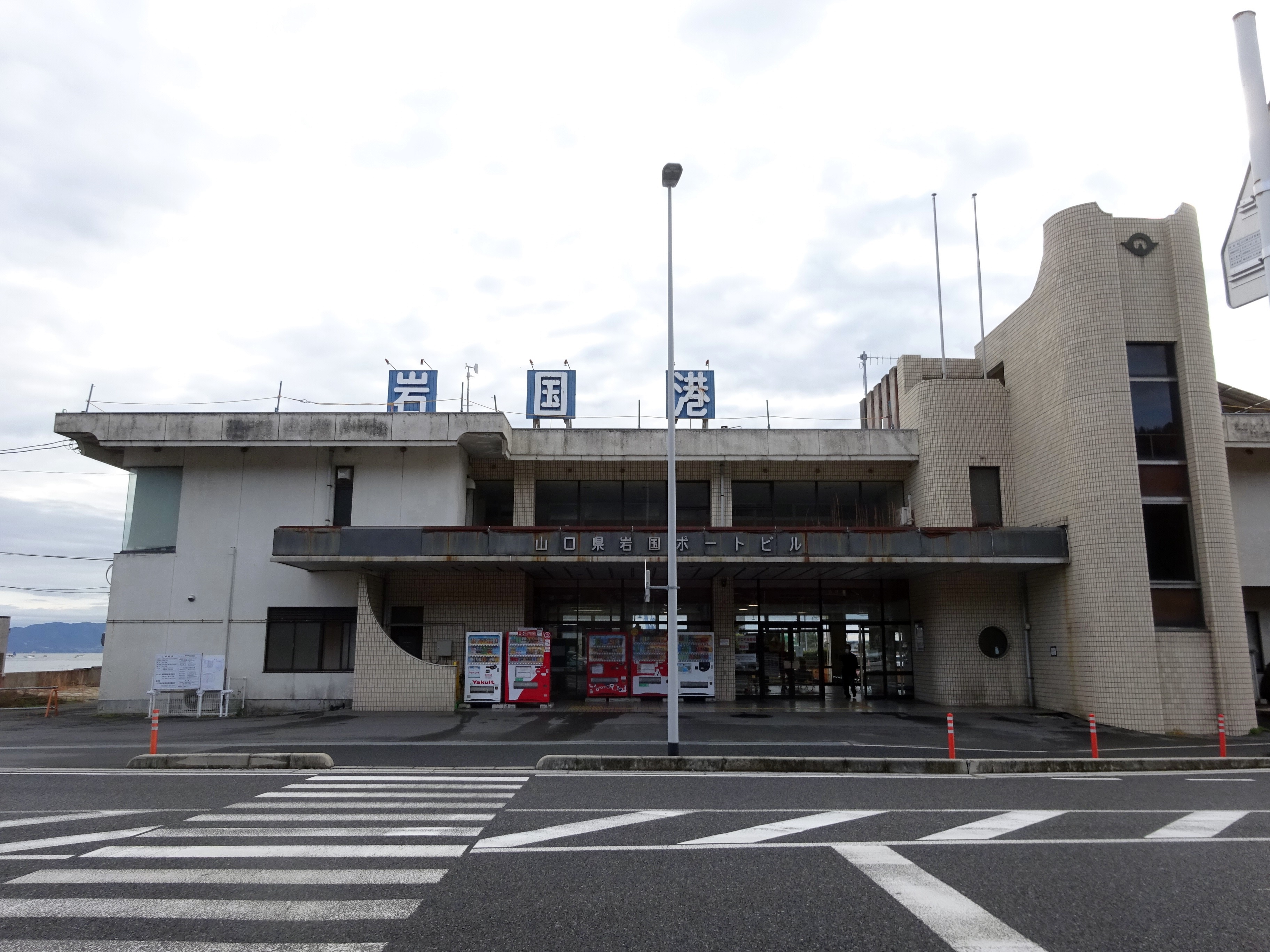
岩国港ターミナルビル

岩国港（いわくにこう）は、山口県岩国市と玖珂郡和木町にまたがる位置にある港湾。港湾管理者は山口県であり、港湾法上の重要港湾に指定されている
。2010年8月には、重要港湾のうち国が重点的に事業をすすめる重点港湾に選定された。また、港則法上の特定港にも指定されている。 
隣接する石油コンビナートや紙パルプ・化学工業に関連する貨物（原油、石油製品、材木チップなど）や、外国貿易を始めとする海上コンテナ貨物の扱いが中心であるが、旅客航路も発着している。

## 沿革
- 1600年（慶長5年）： 岩国領初代領主・吉川広家の命により、錦川の下流域である今津川の河口部へ物揚場が築造されたのが本港の始まりである[2]。また同じ頃に今津川から装束にいたる地域の干拓も開始され[3]、現在の本港港区にあたる地域も耕地開作（干拓）という形で造成されていった。
- 1811年（文化8年）： 第10代領主吉川経礼の命により、現在の新港港区にあたる麻里布湊（まりふみなと）の建設が始まる。
- 1926年（大正15年）： 内務省「指定港」となる。
- 1932年（昭和7年）： 装束地区に物揚場を建設。
- 1948年（昭和23年）1月1日： 関税法施行令に基づく「開港」に指定される。
- 1949年（昭和24年）7月： 岩国（新港）- 柱島の渡船事業が岩国市土木課の所管で開設される（現在の岩国柱島海運運行路線）[4]。
- 1952年（昭和27年）：「重要港湾」に指定される。
- 1960年（昭和35年）： 検疫法に基づく「免疫港」に指定される。
- 1962年（昭和37年）： 植物防疫法に基づく「植物免疫港」に指定される。
- 1973年（昭和48年）： 岩国 - 松山間にフェリー航路が開設される（のち廃止）。
- 1988年（昭和63年）： 岩国 - 松山間に高速旅客船航路が開設される（のち廃止）。
- 1992年（平成4年）： 外航航路が開設される。コンテナ輸送量は以後増加をたどる。
- 2010年（平成22年）：「重点港湾」に指定される。

## 概要
大きく分けて、本港港区（ほんこうこうく）と南部港区の2つからなる。今津川以北になる本港港区は、さらに、室の木地区、新港地区、装港地区、装束港地区に分かれている。

### 主な施設
装束地区（装港地区／装束港地区）：
新港地区：
- 岸壁
  - 10.0m水深×370m（2バース）
  - 7.5m水深×260m（2バース）
  - 5.5m水深×170m（2バース）
- 物揚場（2.0m～4.0m水深）×744m

室の木地区：
- 岸壁
  - 12.0m水深×240m（1バース）
  - 10.0m水深×185m（1バース）
  - 10.0m水深×205m（水面貯木場接岸用；1バース）
  - 7.5m水深×260m（2バース）
  - 5.5m水深×180m（1バース）
- 物揚場（2.0m～4.0m水深）×896m

## 定期航路

### 旅客航路（運航中）
- 岩国柱島海運
  - 岩国 -（黒島 - 端島）- 柱島 ※括弧内は通過する便あり
離島航路である。

### 旅客航路（休止・廃止）
- 岩国松山高速株式会社（城下町ライン）[6]
  - 岩国 - 伊保田港 - 松山（三津浜港）：高速船
2006年2月28日を最後に廃止。柳井港発着のフェリーが航路を継承している。

## 旅客ターミナルへのアクセス
岩国駅よりいわくにバスの和木町方面の一般路線バス（[1]～[5]）にて、「新港桟橋」バス停もしくは「新港」バス停にて下車（それぞれ8分もしくは6分程度）。
「新港桟橋」バス停は、旅客ターミナルでもある岩国港ポートビルに隣接しているが、発着するバスが限られている。「新港」バス停から岩国港ポートビルまでは徒歩で4分程度。

## 利用状況
2009年度（平成21年度）の利用状況は以下の通り。
- 船舶乗降人員：
  - 乗込人員：15,080人
  - 上陸人員：15,161人
- 入港船舶総数：8,491隻、13,710,281GT（総トン数）